# 브루스 맥컬로치

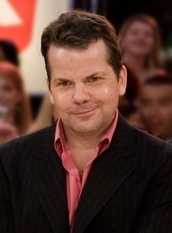

브루스 매컬러(Bruce McCulloch, 영어 발음: /mə'kʌlə/, 1961년 5월 12일 ~ )는 캐나다의 영화 감독, 배우, 각본가이다.
에드먼턴에서 태어났다.

## 출연 작품
- 성탄절 전야의 공항 대소동 (2006년)
- 컴백 시즌 (2006년)
- 스틸링 하바드 (2002년)
- 슈퍼스타 (1999년)
- 딕 (1999년) - 칼 번스틴 역
- 도그 파크 (1998년)
- 브레인 캔디 (1996년)
- 빨간머리 앤 - 선생님이 된 앤 (1987년)

### 텔레비전
- 카풀러스 (2007년)
- 새터데이 나잇 라이브 (1975년)